# Aloe somaliensis
Aloe somaliensis är en grästrädsväxtart som beskrevs av Charles Henry Wright och William Watson. Aloe somaliensis ingår i släktet Aloe och familjen grästrädsväxter.

## Underarter
Arten delas in i följande underarter:
- A. s. somaliensis
- A. s. marmorata

## Bildgalleri

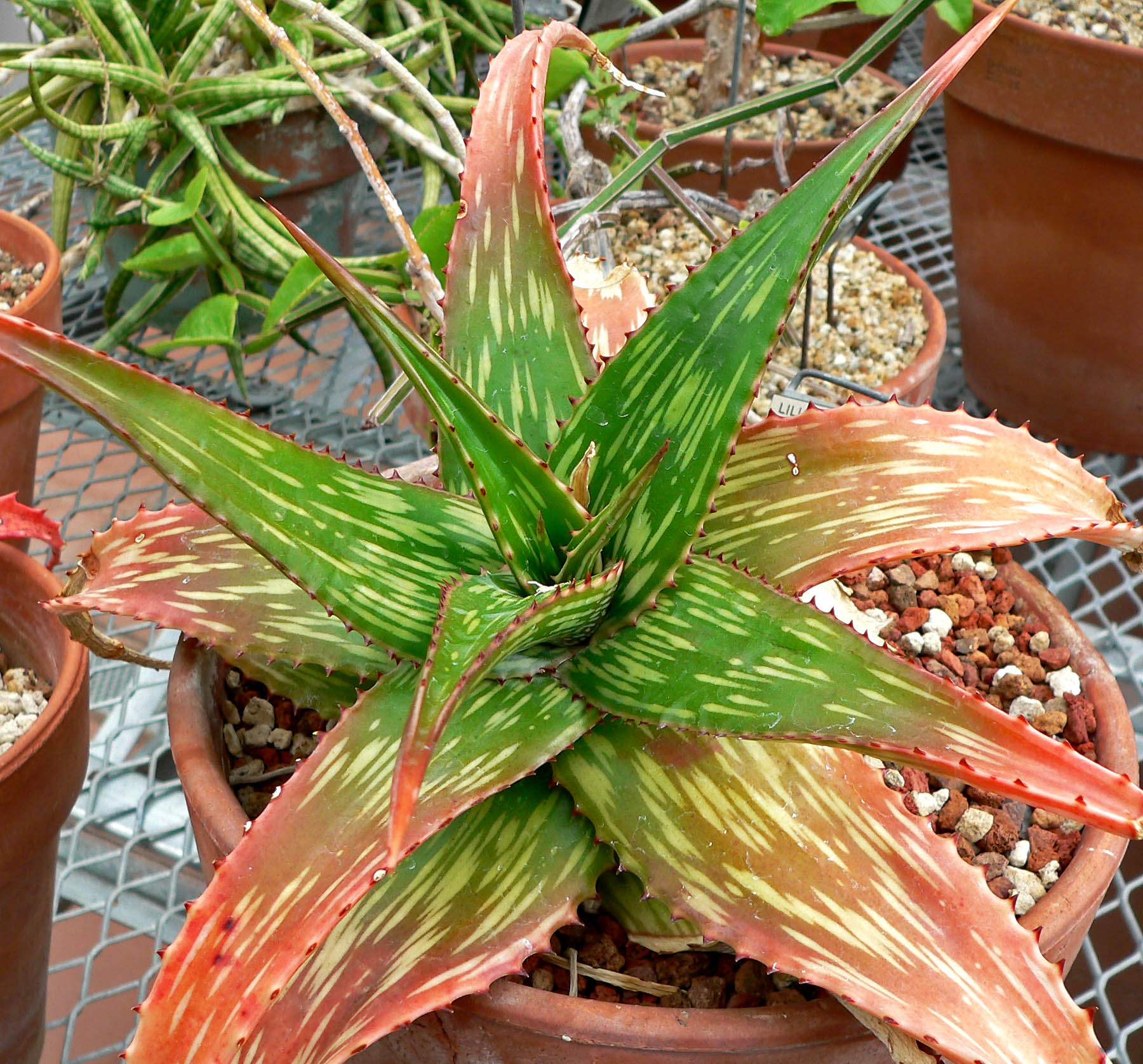
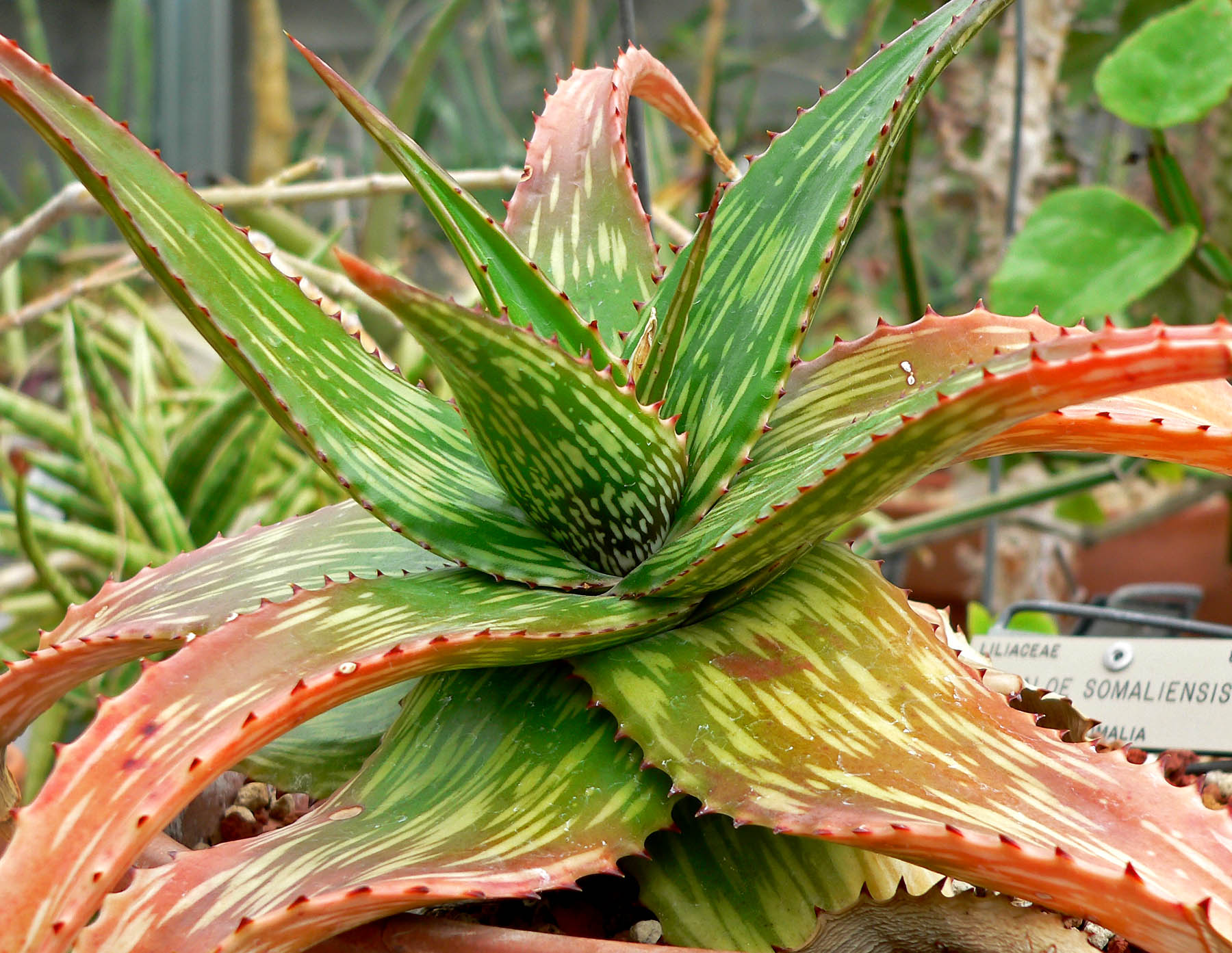
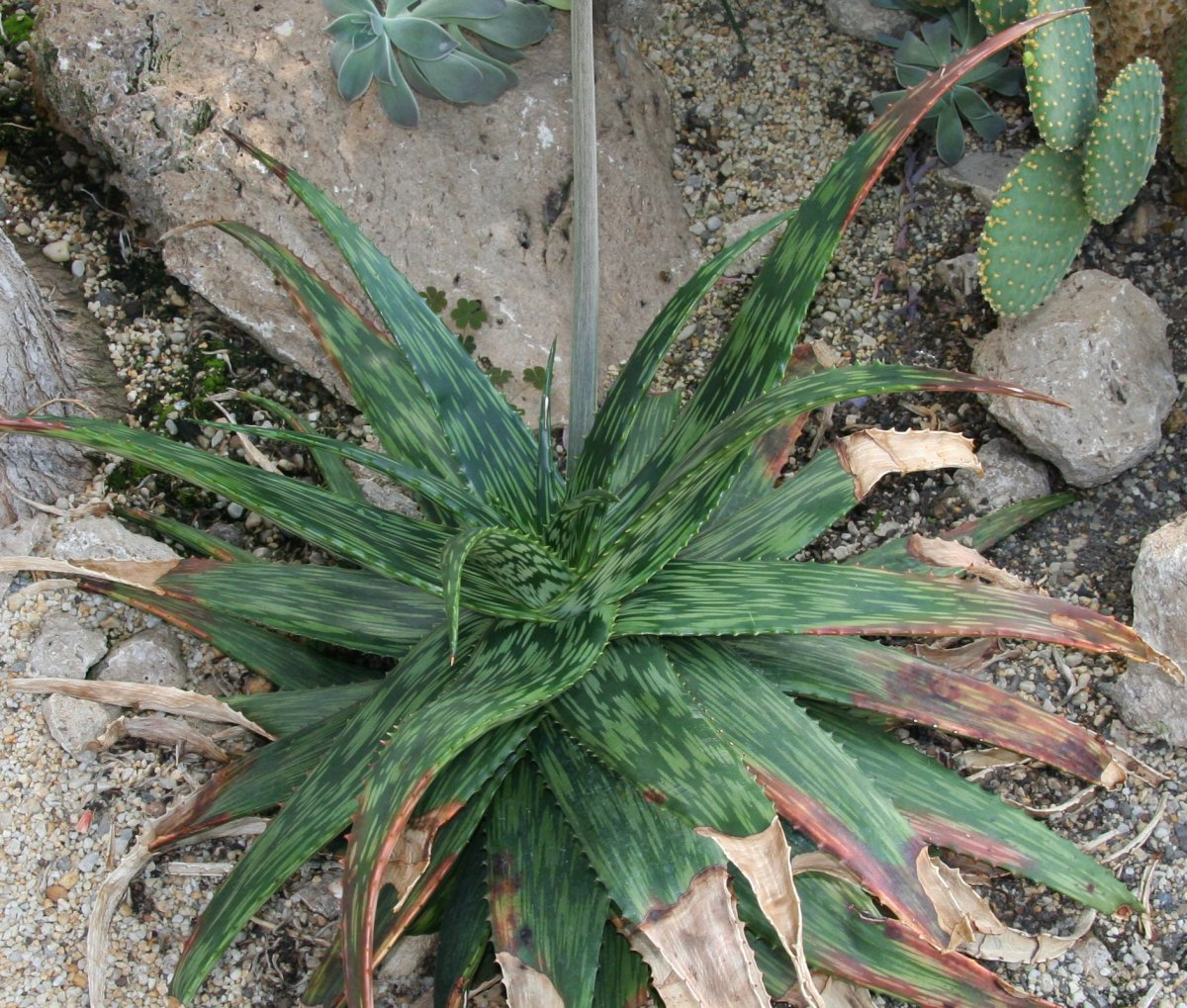
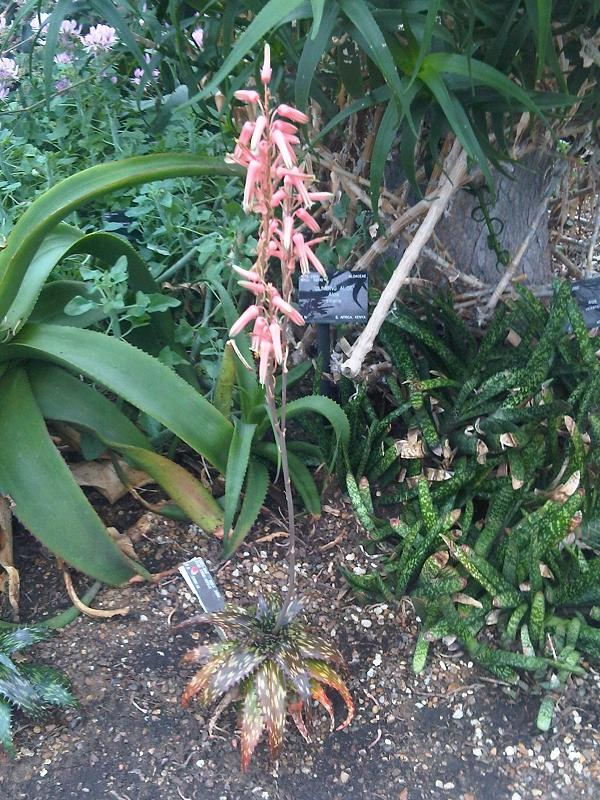
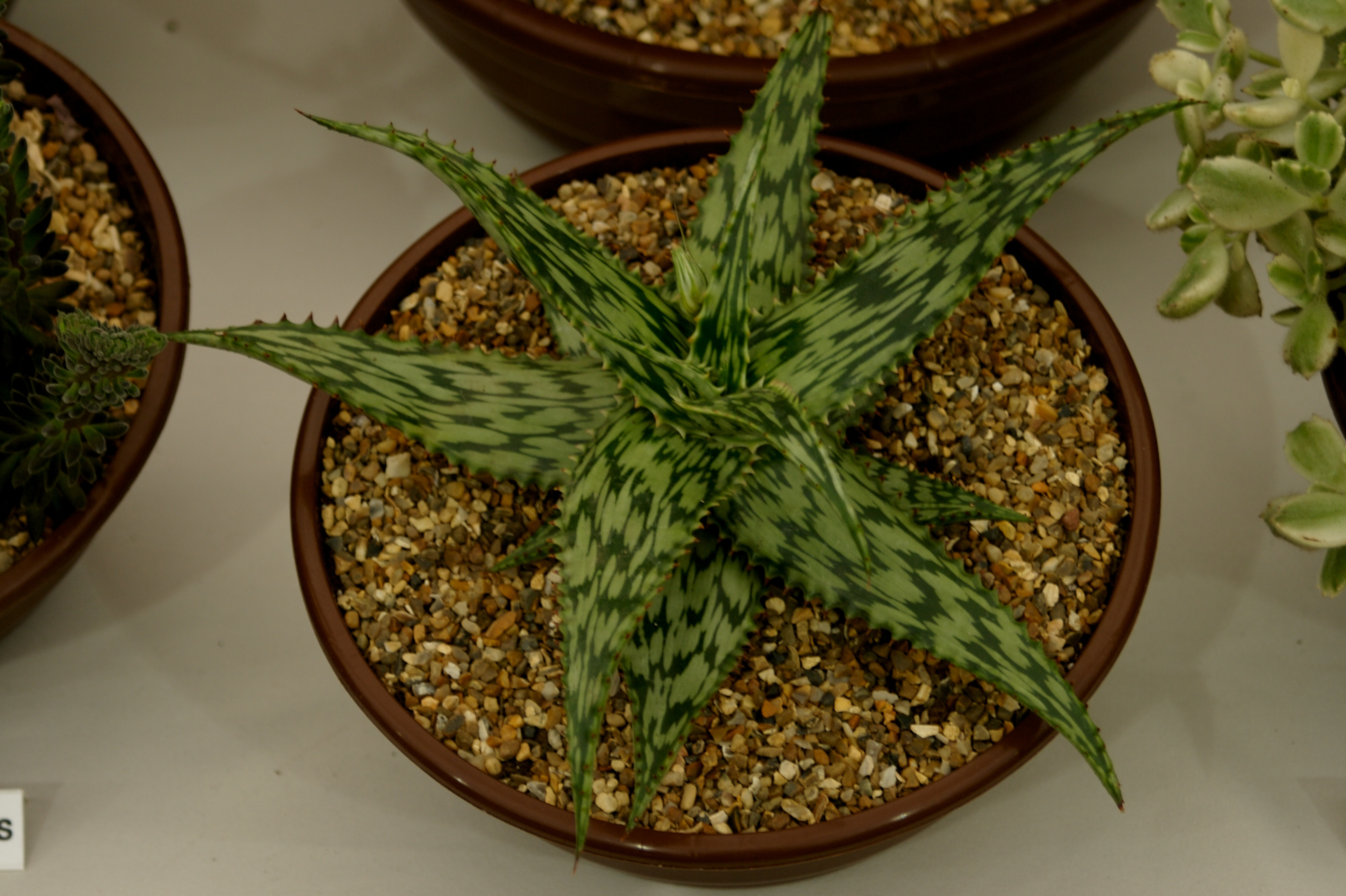